# Давид I (король Шотландії)
Давид I (англ. David I of Scotland; 1083/85—1153) — король Шотландії (1124—1153) з династії Данкельдів.
Син королеви Маргарити Шотландської, онук королеви Агати Київської та правнук Ярослава Мудрого.

## Життєпис

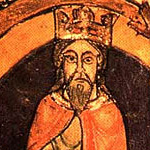
король Давид I

### Молоді роки
Був сином короля Шотландії, Малкольма III, та Маргарити Шотландської.
Після смерті Малкольма III у Шотландії розпочалася боротьба за трон. У цей час, з 1093 до 1097 року, Давид перебував у Лондоні при англійських королях з Нормандської династії — спочатку у почті Вільгельма II, а потім Генріха I Боклерка. Шлюб останнього із сестрою Давида зміцнив позиції майбутнього шотландського короля при англійському дворі.
За час перебування в Англії Давид ознайомився з політичною та адміністративною системою цієї країни, яка була досить прогресивною для свого часу. Особливо що стосувалося зміцнення королівської влади та обмеження прав великих феодалів.
За нового шотландського короля Едгара, у 1097 році, Давид повернувся до Шотландії й відтоді перебував при шотландському дворі.

### Граф Кумбрії
Після смерті у 1107 році короля Едгара, згідно з його заповітом королем Шотландії ставав Олександр, а його брат Давид графом Кумбрії. Тут він почав з самого початку зміцнювати свою владу, послаблюючи місцевих феодалів.
Втім, Давид досить часто перебував при дворі свого родича Генріха I Англійського. 1114 року завдяки шлюбу він отримав графство Гантігдон у Середній Англії.

### Король
У 1124 році Давид I після смерті свого брата Олександра став новим королем Шотландії. При цьому він отримав владу без спротиву інших родичів з династії Данкельдів — нащадків королів Дункана II та Лулака.
На той час Шотландія була чимось на кшталт федерації напівнезалежних графств. Завданням Давида було об'єднання країни та припинення свавілля магнатів. Втім, незабаром, 1130 року, вибухнув заколот онуків Лулака — графів Мореї — Ангуса та Малкольма. В цей момент король Давид I був в Англії, де намагався сприяти Матильді, доньці Генріха I отримати трон. Шотландські заколотники на чолі з Ангусом були розбиті при Стракатро поблизу Бречіна королівським конетабелем Едуардом. В цій битві загинув Ангус. Після цього Давид повернувся до Шотландії, зібрав військо з норманських лицарів з Нортумберленду й розбив іншу частину заколотників на чолі із Малкольмом. Після цього король приєднав графство Морея до Шотландії. Малкольма було запроторено до замку Роксборо.
У 1134 році Вімунд, єпископ Південних островів, оголосив себе нащадком графа Морея й підняв новий заколот. Деякий час йшло протистояння між ним та королем. Врешті-решт Давид уклав угоду й надав Вімунду графство Фернесс у Камберленді. Втім досить швидко Вімунд зіпсував стосунки з місцевим населенням й був запроторений до замку у Біланді.
У 1135 році помирає Генріх I Англійський. Претендентами на корону Англії виступили донька останнього Матильда й Стефан Блуаський, який досить швидко захопив владу у Лондоні. Його визнали південні та центральні графства Англії. Король Давид I вирішив підтримати претензії своєї небоги Матильди. В цьому ж році він вдерся до Англії. На бік шотландського короля перейшли графства Карлайл, Норгем, Ворік, Ньюкасл. На зустріч Давиду I рушив із своїм військом Стефан Блуаський, перед тим коронований як англійський володар. Але сторони не наважилися на битву — було укладено угоду, за якою Давид I отримав Карлайл, Донкастер, а Стефан також обіцяв передати шотландцю графсто Нортумберленд.
Мир між володарями протримався недовго. Незабаром Давид I став вимагати передачі йому Нортумберленду, проте Стефан відмовився. Він вже встиг укласти угоду з Матильдою, донькою Генріха I, та її чоловіком Готфрідом Анжуйським. Тому почував себе впевнено.
У 1138 році Давид I вдерся до Англії, намагаючись захопити Нортумберленд. В цілому населення прихильно ставилося до Давида, з огляду на те, що він був родичем останніх володарів цієї землі. Втім, його військо, що складалося з шотландців, норвежців з островів, інших найманців, почало чинити наругу та грабунки Тому мешканці Нортумберленду перейшли на бік Стефана Блуаського, який з армією рушив на північ Англії. Ще до того військові сили графств Ланкашир та Йоркшир намагалися зупинити шотландську армію, але зазнали поразки при Клітеро. Вирішальна битва відбулася 22 серпня 1138 року при Норталлертоні. Перед цим норвежці з війська Давида I, що мали також володіння й в Англії, вирішили підтримати Стефана Блуаського й залишили шотландську армію. У результаті запеклої битви шотландці зазнали поразки. Втім Давиду I у Даремі вдалося укласти замирення, а у 1139 році закріпити його Ноттінгемською угодою. За нею син Давида Генріх отримував графство Нортумберленд, окрім міст Ньюкасл та Бамборо.
Разом з тим дії Давида I та повстання Роберта Глостерського послабили владу Стефана Блуаського. У 1140 році в Англії висадилася Матильда, донька Генріха I. Її підтримали король Давид I та ярл Честера. В результаті їх дій було захоплено Лондон, а Стефан потрапив у полон. Проте відразу почалися суперечки між Давидом I та його небогою. До того ж, біля Вінчестера прихильники Стефана Блуаського розбили загін Давида та Матильди. Стефана було звільнено, а Матильда втекла за кордон.
Після цього Давид I повернувся до Шотландії. В цей час вплив короля Шотландії на півночі Англії зріс. Коли у 1151 році виникла супереча за володіння Скіпоном у Йоркширі, то сторони звернулися до Давида I.
Після цього король займався внутрішніми справами. Він зміг змінити Шотландію з середини, придушити сепаратистів.
Водночас були проведені реформи з поліпшення існування церкви у Шотландії. Реорганізовано монастир у Данфермлайні. За його правління почалася бурхлива розбудова життя монастирів — були запрошені бенедиктинці, цистерціанці. Ще у 1128 побудовано абатство Святого Розп'яття біля Едінбурга, де жили августинці. У 1147 році засновано монастир Камбускеннет біля Стерлінга. За час правління Давида з'являються у Шотландії ордени тамплієрів (1128 рік) та госпітальєрів (1130 рік).
Разом з тим головною метою у церковній політиці Давида I було отримання шотландською церквою незалежності від архієпископа Йорка. Врешті-решт після тривалої боротьбі у 1138 році на Соборі у Карлайлі було досягнуто це рішення, підтверджене папою римським Іннокентієм II. Давидом I було засновано єпископство Глазго, створені діоцези Абердин, Росс, Кейтнесс.
Давид I провів адміністративну реформу. Були впроваджені посади шерифів, які займалися організацією військових сил графств, виконували поліцейські функції, відповідали за перебування у належному стані фортець й замків, головували у суді. Новою посадою був юстиціарій, який займався цивільними та карними справами, виконував фіскальні функції. Юстиціарій підпорядковувався Великому Сенешалю (Хай-Стюарту).
За правління Давида I набули розвиток міста Шотландії. Король щиро піклувався їхніми розвитком та розбудовою. Отримали сильний поштовх торгівля та промисловість.
24 березня 1153 року у Карлайлі Давид I помер.

## Родина
Дружина — Матильда (1074—1130), донька Валтеофа, графа Нортумберленда
Діти:
- Малкольм (1113—1117)
- Генріх (1114—1152)
- Кларисса
- Годирна.

## Родовід
|  |                     |  |  |  |  |  |  |  |  |  |  |  |  |  |  |  |
|  | Крінан Данкельський |  |  |  |  |  |  |  |  |  |  |  |  |  |  |  |
|  |                     |  |  |  |  |  |  |  |  |  |  |  |  |  |  |  |
|  |                     |  |  |  |  |  |  |  |  |  |  |  |  |  |  |  |
|  | Дункан I,           |  |  |  |  |  |  |  |  |  |  |  |  |  |  |  |
|  |                     |  |  |  |  |  |  |  |  |  |  |  |  |  |  |  |
|  |                     |  |  |  |  |  |  |  |  |  |  |  |  |  |  |  |
|  | Бетті Шотландська   |  |  |  |  |  |  |  |  |  |  |  |  |  |  |  |
|  |                     |  |  |  |  |  |  |  |  |  |  |  |  |  |  |  |
|  |                     |  |  |  |  |  |  |  |  |  |  |  |  |  |  |  |
|  | Малкольм III,       |  |  |  |  |  |  |  |  |  |  |  |  |  |  |  |
|  |                     |  |  |  |  |  |  |  |  |  |  |  |  |  |  |  |
|  |                     |  |  |  |  |  |  |  |  |  |  |  |  |  |  |  |
|  | Сівард              |  |  |  |  |  |  |  |  |  |  |  |  |  |  |  |
|  |                     |  |  |  |  |  |  |  |  |  |  |  |  |  |  |  |
|  |                     |  |  |  |  |  |  |  |  |  |  |  |  |  |  |  |
|  | Сибілла             |  |  |  |  |  |  |  |  |  |  |  |  |  |  |  |
|  |                     |  |  |  |  |  |  |  |  |  |  |  |  |  |  |  |
|  |                     |  |  |  |  |  |  |  |  |  |  |  |  |  |  |  |
|  | Давид I,            |  |  |  |  |  |  |  |  |  |  |  |  |  |  |  |
|  |                     |  |  |  |  |  |  |  |  |  |  |  |  |  |  |  |
|  |                     |  |  |  |  |  |  |  |  |  |  |  |  |  |  |  |
|  | Едмунд II           |  |  |  |  |  |  |  |  |  |  |  |  |  |  |  |
|  |                     |  |  |  |  |  |  |  |  |  |  |  |  |  |  |  |
|  |                     |  |  |  |  |  |  |  |  |  |  |  |  |  |  |  |
|  | Едвард І            |  |  |  |  |  |  |  |  |  |  |  |  |  |  |  |
|  |                     |  |  |  |  |  |  |  |  |  |  |  |  |  |  |  |
|  |                     |  |  |  |  |  |  |  |  |  |  |  |  |  |  |  |
|  | Едита               |  |  |  |  |  |  |  |  |  |  |  |  |  |  |  |
|  |                     |  |  |  |  |  |  |  |  |  |  |  |  |  |  |  |
|  |                     |  |  |  |  |  |  |  |  |  |  |  |  |  |  |  |
|  | Св. Маргарита       |  |  |  |  |  |  |  |  |  |  |  |  |  |  |  |
|  |                     |  |  |  |  |  |  |  |  |  |  |  |  |  |  |  |
|  |                     |  |  |  |  |  |  |  |  |  |  |  |  |  |  |  |
|  | Володимир Великий   |  |  |  |  |  |  |  |  |  |  |  |  |  |  |  |
|  |                     |  |  |  |  |  |  |  |  |  |  |  |  |  |  |  |
|  |                     |  |  |  |  |  |  |  |  |  |  |  |  |  |  |  |
|  | Ярослав Мудрий      |  |  |  |  |  |  |  |  |  |  |  |  |  |  |  |
|  |                     |  |  |  |  |  |  |  |  |  |  |  |  |  |  |  |
|  |                     |  |  |  |  |  |  |  |  |  |  |  |  |  |  |  |
|  | Рогніда             |  |  |  |  |  |  |  |  |  |  |  |  |  |  |  |
|  |                     |  |  |  |  |  |  |  |  |  |  |  |  |  |  |  |
|  |                     |  |  |  |  |  |  |  |  |  |  |  |  |  |  |  |
|  | Агата Київська      |  |  |  |  |  |  |  |  |  |  |  |  |  |  |  |
|  |                     |  |  |  |  |  |  |  |  |  |  |  |  |  |  |  |
|  |                     |  |  |  |  |  |  |  |  |  |  |  |  |  |  |  |
|  | Улоф III            |  |  |  |  |  |  |  |  |  |  |  |  |  |  |  |
|  |                     |  |  |  |  |  |  |  |  |  |  |  |  |  |  |  |
|  |                     |  |  |  |  |  |  |  |  |  |  |  |  |  |  |  |
|  | Інгігерда           |  |  |  |  |  |  |  |  |  |  |  |  |  |  |  |
|  |                     |  |  |  |  |  |  |  |  |  |  |  |  |  |  |  |
|  |                     |  |  |  |  |  |  |  |  |  |  |  |  |  |  |  |
|  | Астрід Ободритська  |  |  |  |  |  |  |  |  |  |  |  |  |  |  |  |
|  |                     |  |  |  |  |  |  |  |  |  |  |  |  |  |  |  |
|  |                     |  |  |  |  |  |  |  |  |  |  |  |  |  |  |  |